# Olympique Lyonnais 1975-1976
Questa voce raccoglie le informazioni riguardanti l'Olympique Lyonnais nelle competizioni ufficiali della stagione 1975-1976.

## Maglie e sponsor
Lo sponsor tecnico per la stagione 1975-1976 è Le Coq Sportif.
| Manica sinistra · Maglietta · Maglietta · Manica destra · Pantaloncini · Calzettoni |

## Rosa
| N. |                        | Ruolo | Calciatore          |
| -- | ---------------------- | ----- | ------------------- |
|    | Francia (bandiera)     | P     | Jean-Claude Chemier |
|    | Francia (bandiera)     | P     | Gilles de Rocco     |
|    | Francia (bandiera)     | D     | Patrick Baldassara  |
|    | Francia (bandiera)     | D     | Robert Cacchioni    |
|    | Francia (bandiera)     | D     | Albert Domenech     |
|    | Francia (bandiera)     | D     | Raymond Domenech    |
|    | Francia (bandiera)     | D     | Guy Garrigues       |
|    | Francia (bandiera)     | D     | Jean-François Jodar |
|    | Francia (bandiera)     | D     | Bernard Lhomme      |
|    | Francia (bandiera)     | D     | Robert Valette      |
|    | Lussemburgo (bandiera) | D     | Jean Zuang          |
|    | Francia (bandiera)     | C     | Jean-Paul Bernad    |

| N. |                       | Ruolo | Calciatore          |
| -- | --------------------- | ----- | ------------------- |
|    | Francia (bandiera)    | C     | Serge Chiesa        |
|    | Francia (bandiera)    | C     | Yvon Delestre       |
|    | Francia (bandiera)    | C     | Aimé Jacquet        |
|    | Francia (bandiera)    | C     | Gérard Lanthier     |
|    | Francia (bandiera)    | C     | Michel Maillard     |
|    | Uruguay (bandiera)    | C     | Ildo Maneiro        |
|    | Jugoslavia (bandiera) | C     | Ljubomir Mihajlović |
|    | Francia (bandiera)    | C     | Patrick Paillot     |
|    | Francia (bandiera)    | A     | Bernard Ferrigno    |
|    | Francia (bandiera)    | A     | Bernard Lacombe     |
|    | Francia (bandiera)    | A     | Yves Mariot         |

## Risultati

### Coppa di Francia
| 1975 Trentaduesimi di finale | Olympique Lione | 9 – 0 | Saint-Symphorien |  |

| Sedicesimi di finale - Andata | Brest | 0 – 3 | Olympique Lione |  |

| Sedicesimi di finale - Ritorno | Olympique Lione | 1 – 2 | Brest |  |

| Ottavi di finale - Andata | Lilla | 0 – 2 | Olympique Lione |  |

| Ottavi di finale - Ritorno | Olympique Lione | 4 – 0 | Lilla |  |

| Parigi Quarti di finale - Andata | Paris Saint-Germain | 1 – 1 | Olympique Lione | Parco dei Principi |

| Lione Quarti di finale - Ritorno | Olympique Lione | 2 – 0 | Paris Saint-Germain | Stadio di Gerland |

| Strasburgo 29 maggio 1976 Semifinale | Olympique Lione | 2 – 0 | Metz | Stadio della Meinau |

| Arbitro: | Wurtz |

|  |           |                         |
|  | Marcatori | 67’ Nogués 84’ Boubacar |

### Coppa UEFA
| Arbitro: | Michelotti |

|                                            |           |                                         |
| Jodar 36’ Maillard 44’, 68’ Mihajlović 90’ | Marcatori | 2’ Lambert 10’, 81’ (rig.) Vandereycken |

| Arbitro: | Gordon |

|                                                        |           |  |
| Vandereycken 61’ Valette 63’ (aut.) Chemier 76’ (aut.) | Marcatori |  |